# Eva Dahlgren (musikalbum)
Eva Dahlgren är ett självbetitlat album av Eva Dahlgren från 1980 samt hennes andra album.
Text och musik till samtliga låtar av Eva Dahlgren. Producenter var Bruno och Anders Glenmark. Arrangör Anders Glenmark. Inspelad i GlenStudio, Stocksund. Skivnummer GlenDisc HGP 3015. Albumet hade ett utvikbart skivomslag där mittuppslaget utgjordes av fotografier och texter, om albumets samtliga låtar. 
Albumet har givits ut på CD. Albumets åtta första låtar (till och med låten "Du") finns med på CD:n Känn mej. De resterande två låtarna "Just Rubbish" och "Bara ibland" finns med på CD:n Fotspår. Båda dessa CD-skivor är utgångna ur handeln sedan länge, och mycket svåra att få tag på begagnade. I synnerhet gäller det CD:n Känn mej.
Den i särklass mest ihågkomna låten från detta album är melodifestivalsbidraget "Jag ger mig inte", som också gavs ut på singel med låten "Just Rubbish" som B-sida. Balladerna "Du" och "Bara ibland" har också blivit ihågkomna, bland annat på grund av att de tagits med på samtliga samlingsskivor som givits ut med Eva Dahlgren.

## Låtlista
Sida A:
1. Jag ger mig inte
2. Spend the Night with Me
3. Half of the Barbarians
4. Everything Somewhere Else
5. Heliga Birgitta

Sida B:
1. I Give a Damn
2. Allting flyter
3. Du
4. Just Rubbish
5. Bara ibland

## Listplaceringar
| Lista (1981) | Topplacering |
| ------------ | ------------ |
| Sverige      | 25           |